# 红萼水东哥
红萼水东哥（学名：Saurauia rubricalyx）为猕猴桃科水东哥属下的一个种。

## 扩展阅读
- 維基物種上的相關：红萼水东哥